# Blade Loki
Blade Loki — польський музичний гурт, що виник 1992 року у Вроцлаві. Виконує мелодійний панк-рок з елементами хардкору та ска. 1995 року гурт зіграв на фестивалі «Odjazdy». Того року записали перший альбом Młodzież olewa. Пісня «Manifest» увійшов до збірника Muzyka Przeciwko Rasizmowi, а пісні «System» та «Co się stało» з'явилися на одному зі збірників у США.

## Учасники
Теперішні
- Аґата Поліц — спів (1999-2009, з 2010)
- Dudzic — бас-гітара (з 1992)
- Twurca — гітара (з 1995)
- Norbas — клавішні (з 2002)
- Адам «Zwierzak» Мошинскі — перкусія (з 2006)
- Даніел Врона — тромбон, труба (з 2003)
- Lisu — труба (з 2004)

Колишні
- Аґнєшка «Majka» Німчиновська — спів (2009-2010)
- Маґда Хицка — спів (1992-1997)
- Ярек «Jaras» Дудрак — перкусія (2003-2006)
- Кшиштоф Бєліцкі — гітара (1992)
- Вітек «Witja» Позняк — перкусія (1993-2000)
- Ірек Понедялек — гітара (1992-1995)
- Пшемек Колодзєйчак — саксофон (1997-2001)
- Марек «Siekierka» Сєрошевскі — перкусія (2000-2001)
- Пйотр Селвесюк — труба (1997-2002)
- Матеуш Вислуха — тромбон (2001-2002)
- Ґжеґош Качмарек — перкусія (2001-2003)
- Аня Кужас — труба (2002-2003)

Гості
- Аркадіуш «Pan Areczek» Рейда
- Моніка «Diabełek»
- Ґошо Анґєлов

## Дискографія
- Młodzież olewa (1995)
- Blada płyta (2000)
- Psy i koty (2002)
- ...no pasaran (2006)
- Torpedo los!!! (2009)
- Frruuu (2012)